# NGC 4589
NGC 4589 ist eine elliptische Galaxie mit aktivem Galaxienkern vom Hubble-Typ E2 im Sternbild Draco am Nordsternhimmel. Sie ist schätzungsweise 95 Millionen Lichtjahre von der Milchstraße entfernt und hat einen Durchmesser von etwa 90.000 Lichtjahren. Gemeinsam mit NGC 4572 bildet sie ein (optisches) Galaxienpaar.
Die Typ-Ib-Supernova SN 2005cz wurde hier beobachtet.

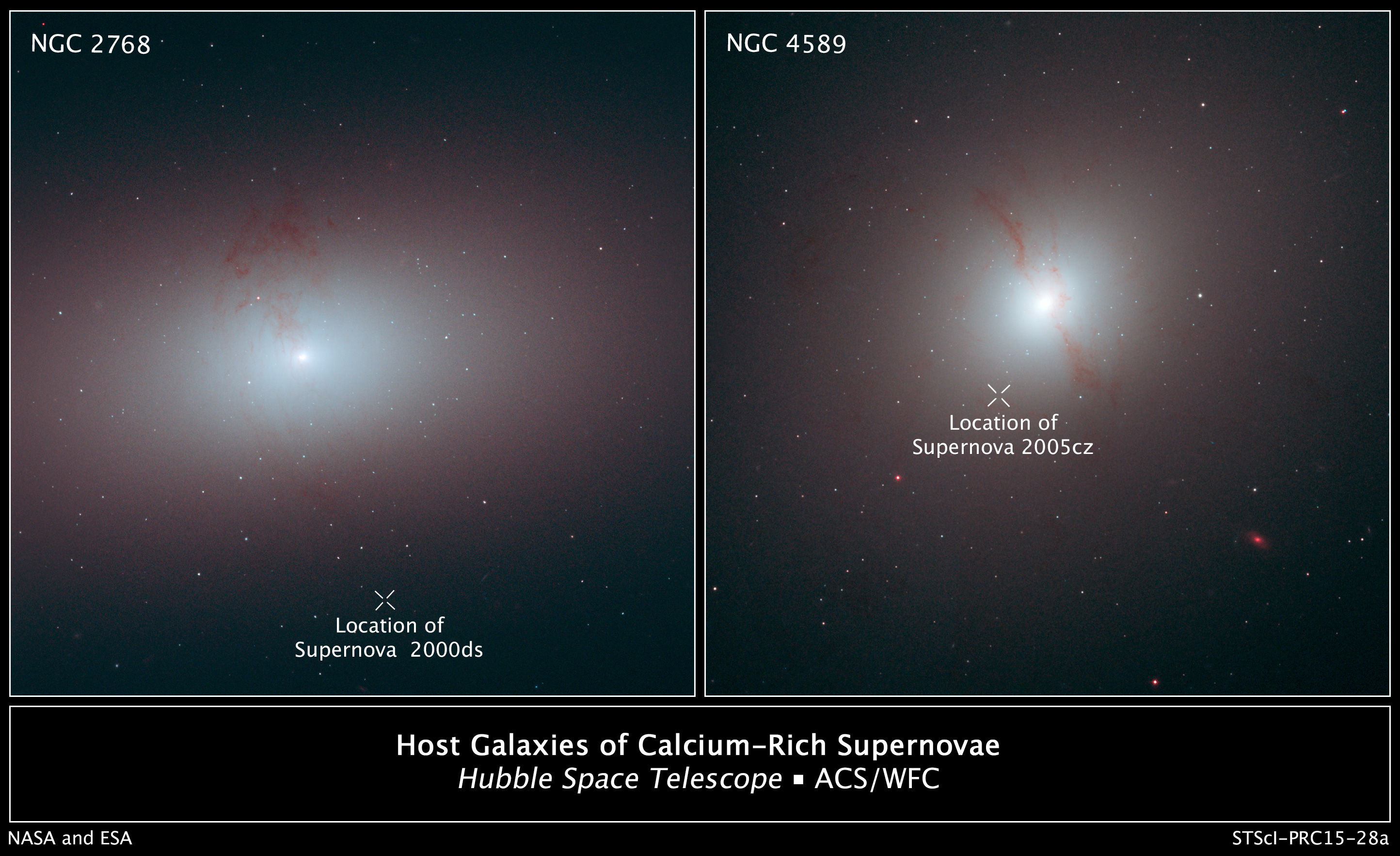
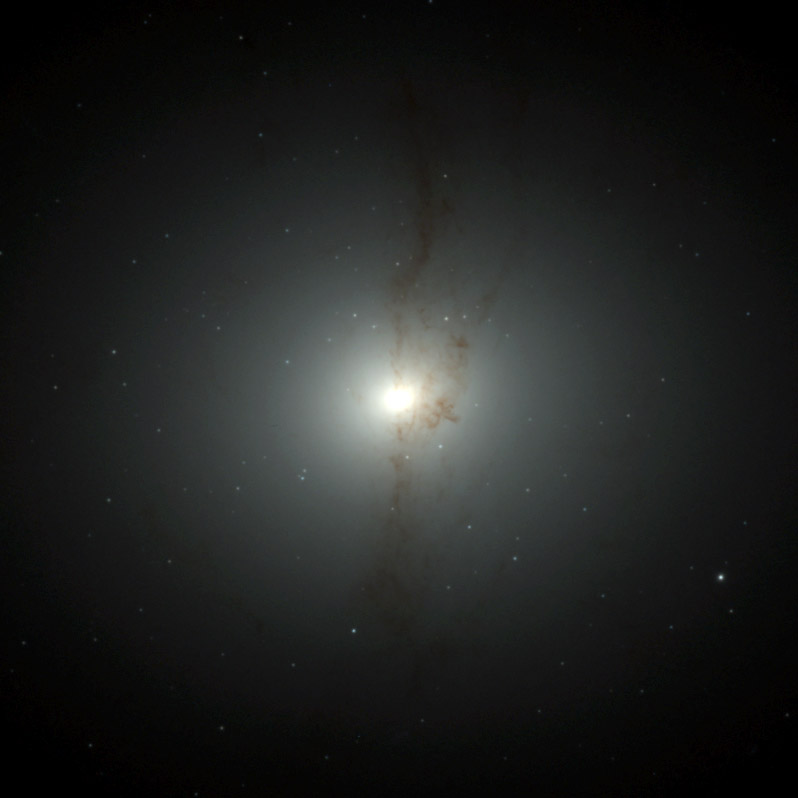

Das Objekt wurde am 22. November 1797 von Wilhelm Herschel entdeckt.

## NGC 4589-Gruppe (LGG 284)
| Galaxie   | Alternativname | Entfernung/Mio. Lj |
| --------- | -------------- | ------------------ |
| NGC 3901  | PGC 36386      | 82                 |
| NGC 4127  | PGC 38550      | 88                 |
| NGC 4159  | PGC 38777      | 84                 |
| NGC 4291  | PGC 39791      | 85                 |
| NGC 4319  | PGC 39981      | 72                 |
| NGC 4331  | PGC 40085      | 77                 |
| NGC 4386  | PGC 40378      | 81                 |
| NGC 4589  | PGC 42139      | 95                 |
| PGC 37864 | UGC 6996       | 95                 |
| PGC 38347 | UGC 7086       | 96                 |
| PGC 42601 | UGC 7872       | 90                 |